# Unione Calcio AlbinoLeffe 2015-2016
Questa voce raccoglie le informazioni riguardanti l'AlbinoLeffe nelle competizioni ufficiali della stagione 2015-2016.

## Divise e sponsor
Lo sponsor tecnico per la stagione 2015-2016 è Acerbis, mentre lo sponsor ufficiale è Cargeas Assicurazioni. La prima maglia è celeste con inserti neri, la seconda maglia è rossa con calzoncini gialli.
| Casa | Trasferta | Terza divisa |  |

## Rosa
| N. |                    | Ruolo | Calciatore          |
| -- | ------------------ | ----- | ------------------- |
|    | Italia (bandiera)  | P     | Davide Amadori      |
|    | Italia (bandiera)  | P     | Simone Cortinovis   |
|    | Italia (bandiera)  | D     | Michele Cortinovis  |
|    | Italia (bandiera)  | D     | Francesco Checcucci |
|    | Italia (bandiera)  | D     | Giorgio Gianola     |
|    | Italia (bandiera)  | D     | Antonio Magli       |
|    | Italia (bandiera)  | D     | Leonardo Muchetti   |
|    | Italia (bandiera)  | D     | Gioele Mureno       |
|    | Italia (bandiera)  | D     | Michele Paris       |
|    | Francia (bandiera) | D     | Kévin Vinetot       |
|    | Italia (bandiera)  | C     | Douglas Bentley     |
|    | Italia (bandiera)  | C     | Michele Calì        |

| N. |                   | Ruolo | Calciatore        |
| -- | ----------------- | ----- | ----------------- |
|    | Italia (bandiera) | C     | Giuseppe D'Iglio  |
|    | Italia (bandiera) | C     | Nicolò Martino    |
|    | Italia (bandiera) | C     | Marco Nichetti    |
|    | Italia (bandiera) | C     | Marco Perini      |
|    | Italia (bandiera) | A     | Cristian Brega    |
|    | Italia (bandiera) | A     | Luca Cremonesi    |
|    | Italia (bandiera) | A     | Domenico Danti    |
|    | Italia (bandiera) | A     | Domenico Girardi  |
|    | Italia (bandiera) | A     | Hicham Kanis      |
|    | Italia (bandiera) | A     | Andrea Soncin     |
|    | Italia (bandiera) | A     | Riccardo Stronati |

## Risultati

### Girone di andata
| Bergamo 6 settembre 2015, ore 17:30 CEST 1ª giornata | AlbinoLeffe | 0 – 1 | Südtirol | Stadio Atleti Azzurri d'Italia |

| Pordenone 13 settembre 2015, ore 17:30 CEST 2ª giornata | Pordenone | 1 – 0 | AlbinoLeffe | Stadio Ottavio Bottecchia |

| Bassano del Grappa 19 settembre 2015, ore 17:30 CEST 3ª giornata | Bassano Virtus | 2 – 0 | AlbinoLeffe | Stadio Rino Mercante |

| Bergamo 26 settembre 2015, ore 17:30 CEST 4ª giornata | AlbinoLeffe | 2 – 1 | Pro Patria | Stadio Atleti Azzurri d'Italia |

| Alessandria 3 ottobre 2015, ore 17:30 CEST 5ª giornata | Alessandria | 2 – 1 | AlbinoLeffe | Stadio Giuseppe Moccagatta |

| Bergamo 10 ottobre 2015, ore 17:30 CEST 6ª giornata | AlbinoLeffe | 1 – 2 | Pavia | Stadio Atleti Azzurri d'Italia |

| Cremona 18 ottobre 2015, ore 17:30 CEST 7ª giornata | Cremonese | 2 – 0 | AlbinoLeffe | Stadio Giovanni Zini |

| Bergamo 24 ottobre 2015, ore 17:30 CEST 8ª giornata | AlbinoLeffe | 2 – 0 | Cittadella | Stadio Atleti Azzurri d'Italia |

| Cuneo 1 novembre 2015, ore 15:00 CET 9ª giornata | Cuneo | 2 – 2 | AlbinoLeffe | Stadio Fratelli Paschiero |

| Bergamo 8 novembre 2015, ore 17:30 CET 10ª giornata | AlbinoLeffe | 1 – 5 | Feralpisalò | Stadio Atleti Azzurri d'Italia |

| Bergamo 15 novembre 2015, ore 15:00 CET 11ª giornata | AlbinoLeffe | 0 – 2 | Giana Erminio | Stadio Atleti Azzurri d'Italia |

| Piacenza 21 novembre 2015, ore 15:00 CET 12ª giornata | Pro Piacenza | 0 – 0 | AlbinoLeffe | Stadio Leonardo Garilli |

| Bergamo 29 novembre 2015, ore 17:30 CET 13ª giornata | AlbinoLeffe | 1 – 0 | Renate | Stadio Atleti Azzurri d'Italia |

| Padova 5 dicembre 2015, ore 15:00 CET 14ª giornata | Padova | 3 – 0 | AlbinoLeffe | Stadio Euganeo |

| Bergamo 12 dicembre 2015, ore 20:30 CET 15ª giornata | AlbinoLeffe | 0 – 1 | Reggiana | Stadio Atleti Azzurri d'Italia |

| Lumezzane 20 dicembre 2015, ore 15:00 CET 16ª giornata | Lumezzane | 2 – 0 | AlbinoLeffe | Stadio Tullio Saleri |

| Bergamo 10 gennaio 2016, ore 15:00 CET 17ª giornata | AlbinoLeffe | – | Mantova | Stadio Atleti Azzurri d'Italia |

### Girone di ritorno
| Bolzano 17 gennaio 2016, ore 15:00 CET 18ª giornata | Südtirol | – | AlbinoLeffe | Stadio Druso |

| Bergamo 24 gennaio 2016, ore 15:00 CET 19ª giornata | AlbinoLeffe | – | Pordenone | Stadio Atleti Azzurri d'Italia |

| Bergamo 31 gennaio 2016, ore 15:00 CET 20ª giornata | AlbinoLeffe | – | Bassano Virtus | Stadio Atleti Azzurri d'Italia |

| Busto Arsizio 7 febbraio 2016, ore 15:00 CET 21ª giornata | Pro Patria | – | AlbinoLeffe | Stadio Carlo Speroni |

| Bergamo 14 febbraio 2016, ore 15:00 CET 22ª giornata | AlbinoLeffe | – | Alessandria | Stadio Atleti Azzurri d'Italia |

| Pavia 21 febbraio 2016, ore 15:00 CET 23ª giornata | Pavia | – | AlbinoLeffe | Stadio Pietro Fortunati |

| Bergamo 28 febbraio 2016, ore 15:00 CET 24ª giornata | AlbinoLeffe | – | Cremonese | Stadio Atleti Azzurri d'Italia |

| Cittadella 6 marzo 2016, ore 15:00 CET 25ª giornata | Cittadella | – | AlbinoLeffe | Stadio Piercesare Tombolato |

| Bergamo 13 marzo 2016, ore 15:00 CET 26ª giornata | AlbinoLeffe | – | Cuneo | Stadio Atleti Azzurri d'Italia |

| Salò 20 marzo 2016, ore 15:00 CET 27ª giornata | Feralpisalò | – | AlbinoLeffe | Stadio Lino Turina |

| Gorgonzola 24 marzo 2016, ore 15:00 CET 28ª giornata | Giana Erminio | – | AlbinoLeffe | Stadio Città di Gorgonzola |

| Bergamo 3 aprile 2016, ore 15:00 CEST 29ª giornata | AlbinoLeffe | – | Pro Piacenza | Stadio Atleti Azzurri d'Italia |

| Meda 10 aprile 2016, ore 15:00 CEST 30ª giornata | Renate | – | AlbinoLeffe | Stadio Città di Meda |

| Bergamo 17 aprile 2016, ore 15:00 CEST 31ª giornata | AlbinoLeffe | – | Padova | Stadio Atleti Azzurri d'Italia |

| Reggio nell'Emilia 24 aprile 2016, ore 15:00 CEST 32ª giornata | Reggiana | – | AlbinoLeffe | Mapei Stadium - Città del Tricolore |

| Bergamo 1 maggio 2016, ore 15:00 CEST 33ª giornata | AlbinoLeffe | – | Lumezzane | Stadio Atleti Azzurri d'Italia |

| Mantova 8 maggio 2016, ore 15:00 CEST 34ª giornata | Mantova | – | AlbinoLeffe | Stadio Danilo Martelli |

### Play-out
| Arbitro: | Paolini (Ascoli Piceno) |

|  |           |                 |
|  | Marcatori | 45+1’ Schiavini |

| Arbitro: | Giovani (Grosseto) |

|                         |           |             |
| Schiavini 23’ Barba 89’ | Marcatori | 71’ Pesenti |